# Angélica Serrano-Punell
Angélica Margaritha Maria Renée Serrano-Punell, född 15 augusti 1926 i Abazzia i Italien, död 19 januari 2016 i Hisings Backa, var en mexikansk-svensk målare och tecknare.
Hon var dotter till den mexikanske handelsattachén Fedrico Philippe-Serrano och Ruth Maria Renée d'Hostench och från 1947 gift med med. lic. Georg Punell. Serrano-Punell studerade först konst för G Ulrich, G Holst och sin styvfader Bodo von Campenhausen därefter studerade hon vid Akademie der Künste i Berlin 1942–1944 och grafik för Emil Johanson-Thor i Stockholm 1946 samt vid Kunstgewerbeschule i Zürich 1947. Hon medverkade i Decemberutställningarna på Göteborgs konsthall och i Nationalmuseums utställning Unga tecknare. Som illustratör illustrerade hon en rad barnböcker bland annat Bröderna Grimms sagor 1946 och bidrog med teckningar till ett flertal svenska och utländska tidskrifter.